# Das Land des Lächelns (film 1952)
Das Land des Lächelns è un film del 1952 diretto da Hans Deppe e Erik Ode. Fu la seconda versione cinematografica dell'operetta del 1929 Il paese del sorriso, musicata da Franz Lehár. La sceneggiatura, tratta dal libretto di Victor Léon, è firmata da Axel Eggebrecht e Hubert Marischka. Quest'ultimo, a teatro, era stato il primo interprete del principe Sou-Chong.
I due attori protagonisti del film, Marta Eggerth e Jan Kiepura, che nella vita erano marito e moglie, erano due famosi cantanti d'opera, beniamini del pubblico cinematografico degli anni trenta e quaranta.

## Trama
Lissy Licht, mentre è in visita a Vienna dallo zio Ferdinand, conosce e si innamora di un allievo dello zio, un affascinante asiatico che non sa che lei è una cantante celebre e acclamata in tutto il mondo. Lissy, dal canto suo, ignora che il giovane è Sou-Chong, il principe di Javora. I due innamorati decidono di sposarsi e vanno a vivere a Javora. Ma, nonostante il grande amore che li unisce e la nascita di una bambina, Crisantemo, la loro storia dovrà finire a causa della ragion di stato, degli intrighi del cancelliere e, soprattutto, della grande nostalgia di Lissy per il suo mondo perduto.

### Musiche
Le musiche di Franz Lehár furono dirette da Alois Melichar. I testi del libretto erano di Victor Léon. 
- Bei einem Tee en Deux
- Immer nur lächeln
- Dein ist mein ganzes Herz
- Von Apfelblüten einen Kranz
- Liebes Schwesterlein, sollst nicht traurig sein
- Wer hat die Liebe uns ins Herz gesenkt
- Ich möch' wieder einmal die Heimat seh'n
- Gern, gern wär'ich verliebt
- Freunderl mach dir nix draus
- Meine Liebe, deine Liebe
- Das Land des Lächelns

Le coreografie del film furono affidate a Jens Keith.

## Produzione
Il film fu prodotto dalla Berolina.

## Distribuzione
Distribuito in Germania dalla Herzog-Filmverleih, il film uscì in prima all'Apollo di Düsseldorf il 2 ottobre 1952.